# 姚婷婷 (導演)
姚婷婷（1986年4月—），出生於遼寧省沈陽市，中國傳媒大學導演系碩士畢業，中國女導演。

## 生平
姚婷婷出道初期創作多部短片作品《特殊交易》《頂缸》《老頭兒》等，也擔任電影《我的單身時代》的編劇及電影《辛亥革命》的紀錄片導演。
2014年，執導第一部長劇《匆匆那年》，為了能找到一些和角色氣質相符的新面孔演員，在選角方面花了5個月時間。劇集播出之後，收穫好評及熱搜的各類排行榜第一。
2016年，姚婷婷憑藉第一部電影作品《誰的青春不迷茫》，被國家新聞出版廣電總局電影局選送參加了第22屆加爾各答國際電影節評選，在國際女導演影片競賽單元中獲得了最佳導演獎，評委會對影片的評價「影片技術手法豐富，情感表達細膩，是一部精雕細琢的專業之作」。
2020年，執導的《我在時間盡頭等你》票房5億，作品總票房排在中國女導演票房第10名。

## 作品
| 首播年份 | 劇名                       | 類型       | 備註                             |
| 2010     | 電影《辛亥革命》紀錄片導演 | 紀錄片     |                                  |
| 2010     | 《Frankie’s Dream》        | 紀錄片     |                                  |
| 2012     | 《頂缸》                   | 短片       | 導演兼任編劇                     |
| 2013     | 《特殊交易》               | 短片       | 導演兼任編劇                     |
| 2013     | 《這些年，一路有你》       | 短片       | 導演兼任編劇                     |
| 2014     | 《匆匆那年》               | 16集網絡劇 | 導演                             |
| 2016     | 《誰的青春不迷茫》         | 電影       | 導演、與田博、仲寧、劉同共同編劇 |
| 2020     | 《我在時間盡頭等你》       | 電影       | 導演                             |
| 2020     | 《時光投影裡的秘密》       | VR影片     | 導演                             |
| 2021     | 《我們的新生活》           | 網絡電影   | 導演                             |
| 2022     | 《以青春之名》             | 網絡電影   | 制片人之一                       |
| 2022     | 《請叫我總監》             | 電視劇     | 與楊同坤共同導演                 |
| 2025     | 《有朵雲像你》             | 電影       | 導演、與浦贤共同編劇             |